# Camponotus herculeanus
Camponotus herculeanus is een mierensoort uit de onderfamilie van de schubmieren (Formicinae). De wetenschappelijke naam is gepubliceerd in 1758 door Linnaeus in de tiende editie van Systema naturae. 